# Tuscumbia (Alabama)
Tuscumbia é uma cidade localizada no estado americano de Alabama, no Condado de Colbert.

## Demografia
Segundo o censo americano de 2000, a sua população era de 7856 habitantes.
Em 2006, foi estimada uma população de 8202, um aumento de 346 (4.4%).

## Geografia
De acordo com o United States Census Bureau tem uma área de
18,9 km², dos quais 18,9 km² cobertos por terra e 0,0 km² cobertos por água. Tuscumbia localiza-se a aproximadamente 155 m acima do nível do mar.

## Localidades na vizinhança
O diagrama seguinte representa as localidades num raio de 16 km ao redor de Tuscumbia.